# Karl van Eß
Karl van Eß (zeitgenössisch auch Carl van Ess) (* 25. September 1770 in Warburg; † 21. Oktober 1824 in Huysburg) war ein deutscher Benediktiner, Kirchenhistoriker und Autor.

## Leben und Wirken
Nach der Schulausbildung in der Warburger Dominikanerschule trat er in die Benediktinerabtei Marienmünster ein. Er legte im Kloster Huysburg die Ordensgelübde unter Abt Engelbert Engemann ab. Er wurde 1794 zum Priester geweiht. 1796 wurde er Lektor und lehnte 1801 einen Ruf an die Universität Frankfurt an der Oder ab. Im selben Jahr wurde er Prior des Klosters.
Nach der am 2. Oktober 1804 erfolgten Auflösung des Klosters wurde Karl van Eß Pfarrer der katholischen Pfarrei Huysburg, die auch nach der Säkularisation des Klosters weiterbestand. Mit seinem jüngeren Cousin Leander van Eß, damals Pfarrer in Schwalenberg, fertigte er eine Übersetzung des Neuen Testaments in die deutsche Sprache an, die 1807 erschien. Von dem Fürstbischof von Hildesheim und Paderborn, Franz Egon von Fürstenberg, wurde er am 25. November 1811 zum bischöflichen Kommissar (mit der Vollmacht eines Generalvikars) im „Saale- und Elbedepartement“ (des Königreichs Westphalen) und im Distrikt Helmstedt (für die Bezirke Magdeburg, Halberstadt und Helmstedt) ernannt. Unter preußischer Herrschaft blieb er „bischöflicher Generalcommissar für die Gemeinden im Magdeburgischen und Halberstädtischen“. Er war Autor von mehreren Büchern zur Theologie und Religion. 1824 verstarb Karl van Eß und wurde auf dem Friedhof des Klosters Huysburg beigesetzt.

## Schriften
- Darstellung des katholisch-christlichen Religions-Unterrichts in Fragen und Antworten für Schulen. Dölle, Halberstadt [um 1800].
- Kurze Geschichte der ehemaligen Benedictinerabtei Huysburg. Nebst einem Gemälde derselben und ihrer Umgebungen. Bureau für Litteratur und Kunst, Halberstadt 1810.
- Erklärung und Aufforderung an den Herrn Dr. W. Koerte zu Halberstadt. Welius, Halberstadt 1817.
- Entwurf einer kurzen Geschichte der Religion vom Anfange der Welt bis auf unsere Zeit. Zur Einleitung in eine nächstens folgende Darstellung der Religionslehre der allgemeinen Kirche Jesu Christi. Dölle, Halberstadt [1817].
- Die heiligen Schriften des Neuen Testaments. 23. Auflage. Sulzbach 1828.
- mit Rudolf Deutgen: Deutgens Gesang-Buch, verbessert mit einem Anhange vermehrt und mit einem zweckmäßiger Gebet-Buche versehen, von Freunden der Beförderung der wahren Andacht und des wahren Gottesdienstes. Dölle, Halberstadt 1836.

## Referenzen
- Franz Heinrich Reusch: Eß, Karl van. In: Allgemeine Deutsche Biographie (ADB). Band 6, Duncker & Humblot, Leipzig 1877, S. 377 f.